# Goločelo (Stanovo)
Pour les articles homonymes, voir Goločelo.
Goločelo (en serbe cyrillique : Голочело) est un village de Serbie situé dans la municipalité de Stanovo (Kragujevac), district de Šumadija. Au recensement de 2011, il comptait 519 habitants.

## Démographie

### Évolution historique de la population
| 1948 | 1953 | 1961 | 1971 | 1981 | 1991 | 2002 | 2011 |
| ---- | ---- | ---- | ---- | ---- | ---- | ---- | ---- |
| 506  | 521  | 494  | 478  | 449  | 509  | 541  | 519  |

|  |